# یواس‌اس داون (آی‌ایکس-۱۸۶)
یواس‌اس داون (آی‌ایکس-۱۸۶) (به انگلیسی: USS Dawn (IX-186)) یک کشتی بود که طول آن ۴۳۸ فوت ۵ اینچ (۱۳۳٫۶۳ متر) بود. این کشتی در سال ۱۹۲۰ ساخته شد.